# Nazionale maschile di pallacanestro della Libia
La nazionale di pallacanestro della Libia è la rappresentativa cestistica della Libia ed è posta sotto l'egida della Libyan Arab Basketball Federation.

## Piazzamenti

### Campionati africani
- 1965 - 5°
- 1970 - 5°
- 1978 - 10°
- 2009 - 11°

### Giochi del Mediterraneo
- 1967 - 9°

## Formazioni

### Campionati africani
Campionato africano maschile di pallacanestro 20094 Elhamali, 5 Youssef, 6 Mrsal, 7 Salem, 8 Abulkhir, 9 Matrud, 10 Shamak, 12 Yagoub, 13 Youssef Ben Elhaj, 14 Dawo, 15 Belgasem,        All. Kevin Nickelberry

## Nazionali giovanili
- Nazionale Under-18
- Nazionale Under-16